# Arbitratge (economia)
En economia i finances, l'arbitratge és la pràctica d'obtenir beneficis a través dels desequilibris entre dos o més mercats: utilitzant una combinació d'acords amb l'objectiu de capitalitzar aquestes imperfeccions. A nivell acadèmic, un arbitratge és una transacció on no existeix un flux negatiu sota cap circumstància ni en cap moment en el temps; simplement, és la possibilitat d'un benefici lliure de risc, a cost zero.